# مائوریتسیو مانلی
مائوریتسیو مانلی (انگلیسی: Maurizio Mannelli; ۱ ژانویهٔ ۱۹۳۰ – ۲۴ مهٔ ۲۰۱۴) بازیکن واترپلو اهل ایتالیا بود.